# 拮抗作用
拮抗作用（きっこうさよう）とは、 生物の体のある現象に対して二つの要因が同時に働いて、互いにその効果を打ち消し合う作用のこと。

## 生理学の拮抗作用
人間が腕を曲げるときは二頭筋を収縮させて三頭筋を弛緩させる。このように、ある動作に対して相反する動きを自律的に行う筋肉を拮抗筋という。また、心臓の拍動は交感神経が心拍を促進し、副交感神経によって心拍を抑制することで成り立っている。
1872年にエヴァルト・ヘリングは、人は赤と緑、黄色と青の両方を同時に知覚することはできず、何かの色を認識するときは赤または緑のどちらかと、黄色または青のどちらかの視覚を拮抗させて知覚しているという色覚理論を提唱した。

## 薬理学の拮抗作用
薬理学においては、2種類の薬物を併用した場合にその作用が減弱する現象である。拮抗作用の機序としては、2種類の薬物が化学反応によって作用を持たない物質に変化することによる科学的拮抗、2種類の薬物がそれぞれ逆の作用を起こす作用点（受容体）に作用することによる機能的拮抗、作用を有する薬物と有さない薬物とが同じ受容体に結合することによる競合的拮抗と非競合的拮抗とに分類される。